# Palmöarnas naturreservat
Palmöarnas naturreservat  består av tre låglänta, steniga sandstensöar med omgivande hav. Reservatet ligger 5,5 kilometer från Libanons kust nordväst om Tripoli i guvernementet Mohafazat Liban-Nord och har en yta på 4,2 kvadratkilometer.
1980 utsågs öarna till Ramsarområde och senare till ett skyddat område i Medelhavet enligt 1995 års Barcelonakonvention (en). Området är också listat som Important Bird Area av BirdLife International. Öarna är dessutom hemvist för den starkt hotade soppsköldpaddan och den likaledes starkt hotade munksälen samt en rast- och häckningsplats för  flyttfåglar.

## Öar
Palmön, även kallad Kaninön, är med sina 18 hektar den största av öarna. Högsta punkten ligger 6 meter över havet. Den södra kusten är stenig men mot norr och öst finns det sandstränder. Mitt på ön finns rester av medeltida bebyggelse, saliner och en restaurerad brunn. Den används för bevattning av öns 570 palmer. På senare tid har man byggt en pir och anlagt stigar på Palmön.
Sanani ligger sydöst om Palmön. Ön är stenig och har sandstrand på vissa ställen. Ytan är 4,5 hektar. 
Ramkine är den minsta ön med en yta på 3,5 hektar. Den ligger nordväst om Palmön och kallas också Fanar. Det finns ett fyrtorn på ön.

## Historia
Vid utgrävningar på Palmöarna har man hittat stora mängder av lerskärvor (ostrakon) samt  husgrunder från medeltiden. Korsfararna byggde en kyrka på Palmön och när mamlukerna erövrade Tripoli år 1289 flydde många av stadens invånare till ön. De som tog sin tillflykt till kyrkan dödades av mamlukerna.
Under det franska styret i början på 1900-talet föddes kaniner upp på en av öarna, därav namnet Kaninön.
De tre öarna tillhör staten och området blev naturskyddsområde den 9 mars 1992. Allmänheten har haft tillträde sedan 1999.
Idag (2015) sköts naturreservatet  av parkvaktare från staden El Mina. Öarna kan besökas mellan juli och september med båt från El Mina.